# Sergiu Costin
Sergiu Ioan Viorel Costin (*Bistrița, Bistrița-Năsăud, Rumania, 21 de noviembre de 1978) es un futbolista rumano. Se puede desempeñar tanto en posición de defensa central como de centrocampista defensivo. Actualmente juega en el FC Oțelul Galați con el que ganó la Liga I en la temporada 2010/11 siendo capitán del equipo.

## Clubes
| Club                          | País    | Temporadas        |
| ----------------------------- | ------- | ----------------- |
| Gloria Bistrița               | Rumania | 1997/98           |
| FC Unirea Dej (cedido)        | Rumania | 1998/99           |
| Gloria Bistrița               | Rumania | 1999/00           |
| FC Olimpia Satu Mare (cedido) | Rumania | 1999/00           |
| Gloria Bistrița               | Rumania | 2000/01 a 2005/06 |
| FC Oțelul Galați              | Rumania | 2005/06-          |

## Palmarés

### Campeonatos nacionales
| Título               | Club             | País    | Año     |
| -------------------- | ---------------- | ------- | ------- |
| Liga I               | FC Oțelul Galați | Rumania | 2010/11 |
| Supercopa de Rumanía | FC Oțelul Galați | Rumania | 2011    |

### Campeonatos internacionales
| Título                    | Club             | País    | Año  |
| ------------------------- | ---------------- | ------- | ---- |
| Copa Intertoto de la UEFA | FC Oțelul Galați | Rumania | 2007 |